# Abies hidalgensis
Abies hidalgensis là một loài thực vật hạt trần trong họ Thông. Loài này được Debreczy, I.Rácz & Guízar miêu tả khoa học đầu tiên năm 1995.